# Сумаил
Сума́ил, также Самаил, (араб. سَمَائِل‎) — город в мухафазе Эд-Дахилия, Оман. Расстояние от столицы, города Маскат, 54 км.
Сумаил расположен в ущелье Самаил, которое отделяет Западный Хаджар от Восточного Хаджара и даёт доступ внутренним территориям страны к Оманскому заливу. В городе проживает около 30 000 жителей. Здесь расположена государственная тюрьма Султаната Оман.

## История
Мечеть Мазина считается самой старой мечетью в стране. Она была основана Мазином бин Гадубой, который считался первым оманцем, принявшим ислам при жизни Мухаммеда.
Исторически маршрут вдоль Сумаилского ущелья использовался для торговли и сообщения между прибрежными и внутренними районами Омана. Караваны использовали этот маршрут для торговли ладаном, и среди его исследователей были Марко Поло и Ибн Баттута.

## Климат
| Показатель                    | Янв. | Фев. | Март | Апр. | Май  | Июнь | Июль | Авг. | Сен. | Окт. | Нояб. | Дек. | Год  |
| ----------------------------- | ---- | ---- | ---- | ---- | ---- | ---- | ---- | ---- | ---- | ---- | ----- | ---- | ---- |
| Средний суточный максимум, °C | 25,1 | 28,2 | 32,5 | 37,4 | 41,9 | 43,5 | 42,9 | 42,1 | 39,8 | 36,5 | 31,0  | 26,8 | 35,6 |
| Средний суточный минимум, °C  | 14,7 | 16,5 | 20,0 | 24,4 | 29,1 | 31,0 | 31,4 | 30,2 | 27,8 | 23,8 | 19,9  | 16,3 | 23,8 |
| Норма осадков, мм             | 5,4  | 8,4  | 19,3 | 6,2  | 0,7  | 11,7 | 3,5  | 3,5  | 1,7  | 2,0  | 10,1  | 9,3  | 81,8 |